# Grote bosvalk
De grote bosvalk (Micrastur semitorquatus) is een roofvogel uit de familie van de Falconidae (Caracara's en valken).

## Verspreiding en leefgebied
Deze soort komt voor van centraal Mexico tot noordelijk Argentinië en telt twee ondersoorten:
- M. s. naso: van Mexico tot noordwestelijk Peru.
- M. s. semitorquatus: van oostelijk Colombia via de Guyana's en Brazilië tot noordelijk Argentinië.

## Status
De grootte van de populatie is in 2019 geschat op 0,5-5 miljoen volwassen vogels. Op de Rode lijst van de IUCN heeft deze soort de status niet bedreigd.